# Julija Michailowna Saripowa
Julija Michailowna Saripowa (russisch Юлия Михайловна Зарипова, engl. Transkription Yuliya Zaripova, geb. Иванова – Iwanowa – Ivanova, in erster Ehe Заруднева – Sarudnewa – Zarudneva; * 26. April 1986 in Swetly Jar, Oblast Wolgograd) ist eine ehemalige russische Hindernis- und Langstreckenläuferin.

## Karriere
Die Tochter eines Leichtathletiktrainers spezialisierte sich zunächst auf die 800-Meter-Distanz und wurde beim Juniorinnenrennen der Crosslauf-Europameisterschaften 2005 Achte. Nach der Geburt einer Tochter und dem Tod ihres Trainers Gennadi Naumow unterbrach sie zunächst ihre sportliche Karriere. Unter ihrem neuen Trainer Michail Kusnezow wechselte sie zum Hindernislauf.
2008 wurde sie russische U23-Meisterin und gewann bei den Crosslauf-Europameisterschaften in Brüssel Bronze in der U23-Kategorie. In der Hallensaison 2009 wurde sie über 3000 Meter nationale Meisterin und Siebte bei den Halleneuropameisterschaften in Turin. Als russische Meisterin im Hindernislauf fuhr sie zu den Weltmeisterschaften in Berlin und gewann hinter Marta Domínguez die Silbermedaille in 9:08,39 min. Weil man Domínguez später disqualifiziert hat, wurde ihr die Goldmedaille zuerkannt.
Ein Jahr später holte sie bei den Europameisterschaften 2010 in Barcelona mit einer Zeit von 9:17,57 min die Goldmedaille vor Domínguez und siegte beim Leichtathletik-Continentalcup in Split.
2011 wurde sie erneut russische Meisterin und sicherte sich bei den Weltmeisterschaften in Daegu den Titel mit einer Zeit von 9:07,03 min.
Julija Saripowa lebt in Wolgograd und startet für den Verein Dynamo. 2010 heiratete sie Ildar Saripow.

### Dopingsperre 2015
Im Januar 2015 wurde Saripowa wegen Dopings rückwirkend zum 25. Juli 2013 für zwei Jahre und sechs Monate gesperrt. Die Goldmedaille im 3000-Meter-Hindernislauf der Olympischen Spiele 2012 in London musste sie zurückgeben. Außerdem wurden ihre Ergebnisse zwischen dem 20. Juni 2011 und dem 20. August 2011 sowie dem 3. Juli 2012 und dem 3. September 2012 gestrichen.
Somit hätte Saripowa ihren Weltmeistertitel 2011 behalten. Der Leichtathletikweltverband IAAF legte gegen diese Entscheidung beim Internationalen Sportgerichtshof (CAS) Einspruch ein und bekam 2016 Recht.
Ende Januar 2018 wurde sie für die Zeit vom 6. August 2012 bis 25. Juli 2013 disqualifiziert und vom 25. Juli 2013 bis 24. Januar 2016 sowie vom 4. Oktober 2016 bis 3. April 2018 gesperrt.

## Persönliche Bestzeiten
- 800 m: 2:05,44 min, 4 Jul 2005, Tula
- 1500 m: 4:04,59 min, 7. Juni 2009, Warschau
  - Halle: 4:16,39 min, 15. Februar 2009, Moskau
- 3000 m (Halle): 8:54,50 min, 13. Februar 2009, Moskau
- 5000 m (Halle): 16:02,81 min, 28. Februar 2010, Moskau